# Đài Truyền hình Quốc gia Somalia
Đài Truyền hình Quốc gia Somalia (tiếng Anh: Somali National Television; tiếng Somali: Telefishinka Qaranka Soomaaliyeed), (viết tắt: SNTV) là đài truyền hình công cộng thuộc sở hữu của Chính phủ Cộng hoà Liên bang Somalia.